# Zangherella relicta
Espèce
Synonymes
- Pseudanapis relicta Kratochvíl, 1935

Zangherella relicta est une espèce d'araignées aranéomorphes de la famille des Anapidae.

## Distribution
Cette espèce se rencontre au Monténégro et en Bulgarie.

## Description
Le mâle mesure 1,2 mm et la femelle 1,4 mm.

## Publication originale
- Kratochvíl, 1935 : Araignées cavernicoles de Krivošije. Práce Moravské Přírodovědecké Společnosti, vol. 9, no 12, p. 1-25.